# Yoshihito (prins)

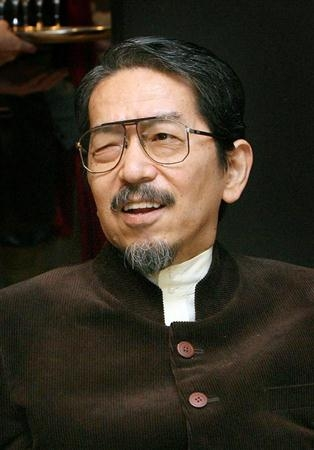
Prins Yoshihito

Yoshihito, prins Katsura (Japans: 桂宮宜仁親王, Katsura-no-miya Yoshihito Shinnō) (Tokio, 11 februari 1948 – aldaar, 8 juni 2014) was een lid van de Japanse keizerlijke familie. Hij was de middelste zoon van prins Takahito en prinses Yuriko. Yoshihito was een neef van ex-keizer Akihito.
De prins studeerde in 1971 af in politieke studies aan de Gakushuin University in Tokio, waarna hij zijn studie vervolgde aan de Australian National University in Canberra. Na zijn terugkeer naar Japan werkte hij tot 1985 voor de Japan Broadcasting Corporation. Hij zette zich actief in voor het versterken van de diplomatieke banden tussen Australië en Japan. Zo was hij in 1997 in Australië voor een demonstratie sumoworstelen.
In 1988 ontving Yoshihito de titel prins Katsura. Later dat jaar kreeg hij meerdere hersenbloedingen en moest hij worden geopereerd aan een subduraal hematoom. Uiteindelijk raakte hij vanaf zijn middel verlamd en zat hij gedwongen in een rolstoel. Toch bleef hij zich inzetten voor goede doelen en organisaties. Vanaf 2008 werd hij echter geregeld opgenomen in het ziekenhuis vanwege diverse aandoeningen, zoals bloedvergiftiging. In het laatste jaar verzwakte om onduidelijke redenen zijn hart en hij overleed in juni 2014 na een zware hartaanval. Prins Yoshihito was niet getrouwd.